# ホグロフス
ホグロフス（Haglöfs ）は、スウェーデンのアウドドア用品メーカー。バックパック、衣料品等を製造している。
ブランド名は創業者であるヴィクトル・ホグロフに由来する。

## 概要
ホグロフスは、スウェーデンのダーラナ地区で、ヴィクトル・ホグロフにより1914年に設立された。創業者であるヴィクトル・ホグロフは自宅の農場にある農作業小屋で、バックパックの製作を始める。そして自転車や徒歩で近所を周回し、農家や林業労働者、学校に通う子どもたちに売り、徐々にヴィクトルのバックパックは人気を集める。仕事が軌道に乗ってきたことから、ヴィクトルは1916年に「W. Haglöf, Ryggsäck s fabrik , Torsång」として会社登録し、本格的に企業として経営を始める。製品名の多くは自然やアウトドアアクティビティに関連したものが多く、この伝統は今日も受け継がれている。現代のHAGLÖFS製品に見られる数多くの特徴は、創立以来ヴィクトル・ホグロフが会社の基盤としてきた価値に由来するものである。当時も今も変わらず、優れた品質と、素材の選択の重視、そして高い耐久性を持った堅牢な作りが、ホグロフスの中核的価値観となっている。

## 沿革
- 1914年 創業者であるヴィクトル・ホグロフによりホグロフスの歴史が始まる。
- 1916年 「W. Haglöf, Ryggsäcks fabrik , Torsång」として会社登録。会社は徐々に発展していき、ヴィクトルのバックパックがスウェーデン中で人気を集め、販売エリアも拡大。
- 1935年 創意工夫あふれる製品の生産体制を拡充するために新工場をオープン。
- 1940年 品揃えの拡大に伴い、HAGLÖFSは製品のネーミングをより頻繁に行うようになる。
- 1950年 ヴィクトルの息子ルドルフとハンスがビジネスを引き継ぐ。
- 1975年 ボニエ社がホグロフスを買収。
- 1980年 ボニエ社の売却に伴い、上場会社アクセル・ジョンソントレード社グループ（AxTrade）に含まれる。
- 1989年 新しいホグロフスの形成。
- 1993年 最初のタイトバックパックを発売。
- 1995年 アパレルビジネスに参入。
- 1998年 フィンランドで子会社を設立。年間売上高はSEK 1億を超過。
- 1999年 ノルウェーで子会社を設立。アルファ靴メーカーASを買収。フットウェアビジネスに参入。
- 2000年 輸出を開始。デンマークで子会社を設立。テクニカルアウトドアを象徴する新しいロゴマークの誕生。
- 2001年 ホグロフスのアパレルビジネスの成長。ヨーロッパ市場での売上促進。
- 2002年 年間売上高はSEK 2億を超過。輸出55％増。
- 2003年 ドイツで子会社を設立。エクスポート・ヘルメスの賞を与えられ、ヨーロッパのアウトドア・グループの設立に参加。
- 2004年 生誕90年。
- 2005年 活発な成長および所得改良により年間売上高はSEK 3億を超過。
- 2006年 ホグロフスシェルジャケットOz Pulloverがアウトドア産業賞2006にて金メダルを獲得。継続的な成長により年間売上高SEK 4億超過。
- 2007年 ホグロフスSpitzジャケットがISPOアウトドアアワード2007年を受賞。アルファ靴メーカーASを売却。英国に子会社を設立。
- 2008年 ヨーロッパにフットウェアを売り出し、ロジスティクスと持続性への大きな組織的な投資を実行。bluesign®のメンバーになる。Tightバックパックは、売上100万ユニットを超過。
- 2009年 年間売上高SEK 5億を超過。そのうち77％は輸出の売上。ハードウェアの売上SEK 1億超過。Grymトレッキングブーツがスカンディナヴィア、ベストアウトドアプロダクト2009/2010をスカンジナビアアウトドアグループより受賞。同商品が2009年ヨーロッパアウトドアインダストリーアワードを受賞。
- 2010年 株式会社アシックスがホグロフスを買収。ASICSの全額出資子会社へ。年間売上高SEK 6億を超過。
- 2011年 ホグロフスVassiジャケットがISPOアウトドアアワード2011年を受賞。アジア市場での売上促進を目指し、韓国、日本に子会社を設立。ベネルクス（ベルギー、オランダ、ルクセンブルク）で子会社設立。
- 2022年 公式YouTubeチャンネルを開設。
- 2023年 香港の投資ファンド、ライオンロック・キャピタルがアシックスよりホグロフスの全株式を取得した[2]。